# پورنوفیلم
پورنوفیلم (روسی: Порнофи́льмы) یک گروه پانک روسی از شهر دوبنا و یکی از محبوب‌ترین گروه‌های راک در روسیه است. در سال ۲۰۰۸ تأسیس شد. اعضای گروه عبارتند از ولادیمیر کوتلیاروف، خواننده و شاعر اصلی، ویاچسلاو سلزنف، گیتاریست سولو، الکساندر روساکوف، گیتاریست ریتم و مدیر گروه، روسلان صابروف درامر و الکساندر آگافونوف، نوازنده بیس.
این گروه به دلیل اشعار بسیار سیاسی و تبلیغ سبک زندگی سالم از سایر گروه‌های پانک-راک روسی متمایز است. همه اعضای گروه گیاهخوار هستند و الکل مصرف نمی‌کنند، مواد مخدر مصرف نمی‌کنند و سیگار نمی‌کشند. این گروه در سالهای اولیه فعالیت خود در دوبنا محبوب بود، اما پس از انتشار چهارمین آلبوم خود «در محدوده بین ناامیدی و امید» و لغو تعدادی از کنسرت‌ها توسط مقامات محلی، آن را منتشر کرد و شهرت ملی به دست آورد و به یکی از نوازندگان برجسته موسیقی راک در روسیه تبدیل شد. در حال حاضر، پورنو فیلم ۱۳ انتشار دارد که شامل ۸ آلبوم استودیویی و ۵ مینی آلبوم می‌شود.
به گفته رهبر گروه ولادیمیر کوتلیاروف، نام گروه استعاره ای از واقعیت اطراف است.